# Ютросин (гмина)
Ютросин (пол. Jutrosin) — гмина (волость) в Польше, входит как административная единица в Равичский повет, Великопольское воеводство. Население — 7041 человек (на 2004 год).

## Сельские округа
1. Бартошевице
2. Белявы
3. Домарадзице
4. Дубин
5. Громбково
6. Яново
7. Езора
8. Надстав
9. Новы-Селец
10. Остое
11. Павлово
12. Плачково
13. Рогожево
14. Стары-Селец
15. Шкарадово
16. Шимонки
17. Слёнсково
18. Заборово

## Прочие поселения
1. Бембина
2. Боново
3. Борек
4. Катажиново
5. Охлода
6. Пискорня
7. Стасин
8. Вельки-Бур
9. Змыслово
10. Зыгмунтово
11. Жыдовски-Бруд

## Соседние гмины
1. Гмина Цешкув
2. Гмина Кобылин
3. Гмина Мейска-Гурка
4. Гмина Милич
5. Гмина Пакослав
6. Гмина Пемпово
7. Гмина Здуны

## Известные уроженцы и жители
- В с. Дубин родился известный польский археолог Здислав Раевский (1907—1974).